# Принстон (Массачусетс)
Принстон (англ. Princeton) — місто (англ. town) в США, в окрузі Вустер штату Массачусетс. Населення — 3495 осіб (2020).

## Демографія
Згідно з переписом 2010 року, у місті мешкало 3413 осіб у 1279 домогосподарствах у складі 1013 родин. Було 1339 помешкань
Расовий склад населення:
| - 97,2 % — білих - 1,2 % — азіатів - 0,5 % — чорних або афроамериканців - 0,1 % — корінних американців |

До двох чи більше рас належало 1,1 %. Частка іспаномовних становила 1,4 % від усіх жителів.
За віковим діапазоном населення розподілялося таким чином: 23,9 % — особи молодші 18 років, 64,4 % — особи у віці 18—64 років, 11,7 % — особи у віці 65 років та старші. Медіана віку мешканця становила 46,8 року. На 100 осіб жіночої статі у місті припадало 100,3 чоловіків;  на 100 жінок у віці від 18 років та старших — 99,3 чоловіків також старших 18 років.
Середній дохід на одне домашнє господарство  становив 159 929 доларів США (медіана — 128 006), а середній дохід на одну сім'ю — 181 554 долари (медіана — 141 250). Медіана доходів становила 92 667 доларів для чоловіків та 76 250 доларів для жінок. За межею бідності перебувало 6,5 % осіб, у тому числі 2,3 % дітей у віці до 18 років та 10,4 % осіб у віці 65 років та старших.
Цивільне працевлаштоване населення становило 1901 особа. Основні галузі зайнятості: освіта, охорона здоров'я та соціальна допомога — 25,4 %, науковці, спеціалісти, менеджери — 19,1 %, виробництво — 12,7 %, фінанси, страхування та нерухомість — 9,0 %.